# 이란공과대학
{{대학 정보
| 이름 = 이란공과대학
| 원어이름언어 = 영어
| 원어이름 = Dār ul-Funun
| 로고 = %D8%AF%D8%A7%D8%B1%D8%A7%D9%84%D9%81%D9%86%D9%88%D9%86.jpg
| 로고크기 = 200px
| logo_alt = 
| 그림 = 
| 그림크기 = 
| image_upright = 
| image_alt = 
| 설명 = 
| 라틴어이름 = 
| 한자표기 = 이란工科大學
| 표어언어 = 
| 표어 = توانا بود هرکه دانا بود
ز دانش دل پیر برنا بود
| 한국어표어 = 펜은 칼보다 강하며, 지식으로 늙은 마음도 젊어진다.
| top_free_label1 = 
| top_free1 = 
| top_free_label2 = 
| top_free2 = 
| 건학이념 = 
| 종류 = 국립 단과대학
| 설립 = 1851년 12월 29일
| 폐교 = 
| 모기관 = 
| 제휴 = 
| 종교 = 
| 학문제휴 = 
| 펀드 = 
| 예산 = 
| 연간예산 = 
| 임원 = 
| 의장 = 
| 위원장 = 
| 총장 = 
| 교장 = 
| 부총장 = 
| 학장 = 
| 설립자 = 
| 학교법인 = 
| 이사 = 
| 학술 직원 = 
| 행정 직원 = 
| 학생수 = 
| 학부 = 
| 대학원 = 
| 박사과정학생 = 
| 기타학생 = 
| 교직원수 = 전임교원: 42명
| 국가 =  이란
| 위치 = 테헤란
| 좌표 = {{|35|41|1.64|N|51|25|18.71|E|source:enwiki|display=title}}
| 규모 = 1개 캠퍼스, 1개 단과대학, 4개 학부
| 캠퍼스 = 
| 언어 = 
| 예비항목1 = 
| 예비1 = 
| 예비항목2 = 
| 예비2 = 
| 교색 = 
| 운동 = 
| 스포츠닉네임 = 
| 스포츠제휴 = 
| 스포츠 = 
| 상징 = 
| 스포츠예비항목 = 
| 스포츠예비 = 
| 스포츠예비항목1 = 
| 스포츠예비1 = 
| 스포츠예비항목2 = 
| 스포츠예비2 = 
| 스포츠예비항목3 = 
| 스포츠예비3 = 
| 웹사이트 = 
| nrhp = 
| 위치지도 = 
| 위치지도설명 = 
| 지도크기 = 
| 위치지도위치 = 
| 각주 = 
}}
이란공과대학(페르시아어: دارالبنون dɒːɾolfʊˈnuːn, 원어로 '공과대학'을 의미함)은 1851년에 설립된 이란 역사상 최초의 국립대학이다. 카자르 왕조 시대인 1851년 아미르 카비르 재상에 의해 설립되었다. 원어의 발음을 살려 '다르 올-포눈' 또는 '다르 울-푸눈'이라는 이름으로도 불린다.

## 개요
나시르 앗딘 샤 시기의 재상인 아미르 카비르에 의해 설립되었으며, 의학, 공학, 군사학, 지질학 전공을 개설하였다. 이 대학의 설립 취지는 미국의 텍사스 A&M 대학교와 퍼듀 대학교, 프랑스의 에콜 폴리테크니크와 유사했다.
이 대학이 개교한 직후에는 궁정에서 동시통역사로 근무한 아르메니아 출신 미르자 다우드 칸의 노력으로 오스트리아 제국(現 오스트리아 공화국)으로부터 교수진을 영입할 수 있었다. 교수진 중 1명인 야콥 에두아르트 폴라크는 오스트리아 의사 면허증을 갖고 있었으며, 이란으로 입국한 뒤에는 나시르 앗딘 샤의 주치의를 역임했다.
1851년 개교 당시에는 135명의 입학생을 받았고, 제1회 졸업생 중 45명이 1858년 박사 학위를 취득하기 위해 유럽으로 유학을 갔다. 그 중에서 박사 학위를 취득한 사람 중 5명이 의학 박사학위를 취득했고, 이란공대 의학부의 교수로 임용되었다. 이후 교수진은 16명의 유럽인과 26명의 이란인으로 구성되었으며, 유럽인 교수진의 경우 프랑스 출신이 다수를 차지했다.
1889년 이란 주재 영국 대사인 커즌 경에 따르면 390명의 학생이 재학 중이었고, 그 중에서 75명은 군사학, 140명은 자연과학과 공학을 전공하였다고 한다. 또, 그 중에서 80명은 건축공학, 토목공학을 전공하고 있었다고 한다. 이 대학은 1891년까지 누적 1,100명의 학생에게 학사 학위를 수여하였다. 참고로, 이 대학은 이란의 역사상 정부로부터 처음으로 학사 학위 권한을 부여받은 곳이기도 하다.
이 대학의 출판부에서 선진 과학 서적이 발간되었고, 이란 역사상 최초의 사진 스튜디오도 개장했다. 참고로, 당시 이란에서는 나시르 앗딘 샤 본인부터 사진 촬영을 워낙 좋아하였으며, 궁정의 관리와 테헤란 시민들에게도 사진 촬영 기술을 익힐 것을 권유했다.
이 대학의 교수로 재직한 프랑스 출신 장 밥티스트 르메르(Alfred Jean Baptiste Lemaire)는 이란 역사상 최초의 국가(國歌)를 작곡하였으며, 이 곡은 1873년 나시르 앗딘 샤에 의해 국가로 제정되었다.
이 대학 출신들은 1906년 이란 입헌 혁명 당시 핵심적인 역할을 했으며, 마즐리스(대한민국의 국회의사당에 해당한다.)에서 국회의원으로 당선된 사람도 나왔다. 이 대학 출신들의 노력으로 이란 역사상 최초의 헌법이 제정되었고, 이란은 전제군주제를 버리고 입헌군주제로 전환되었다. 참고로 당시 동양에서 가장 먼저 헌법을 도입한 나라는 일본(1889년)이며, 이란이 두 번째이고 세 번째는 청나라(1908년), 네 번째가 태국(1932년)이다.
1919년에는 이 대학의 의학부가 이란공과대학 의과대학(Madreseh-ye Tebb)으로 독립했다.
이 대학에 개설된 모든 전공은 1934년 팔라비 왕조 시기에 오늘날의 테헤란 대학교로 통합되었으며, 이 대학이 소유하던 건물은 고등학교로 개조되었다. 1919년에 독립한 이란공대 의대 역시 테헤란 대학교에 통합되었다. 고등학교로 개조된 이 건물은 새로 개교한 다르 올-포눈 고등학교에서 소유하다가 이 고등학교가 1980년 오늘날의 이란 이슬람 공화국 정부가 세워진 직후 사범대학 건물로 사용되다가 1996년 폐교되었다.
이 대학의 건물은 현재 문화재로 남아 있다.

## 역대 학장
- 미르자 모하마드-알리 칸 시라지 (Mirza Mohammad-Ali Khan Shirazi) (1851–1852)
- 아지즈 칸 모크릴아지즈 칸 모크리 (Aziz Khan MokrilAziz Khān Mokri) (1852)
- 미르자 모하마드 칸 아미르-투만 (Mirzā Mohammad Khān Amir-Tumān) (1852–1857)
- 알리콜리 미르자 카자르 에테자드 오스-살타네 (Aliqoli Mirza Qajar|Ali-Qoli Mirzā Etezād os-Saltaneh) (1857–1880): 이란공대 역사상 가장 오랫동안 학장으로 재임했다.
- 알리-콜리 칸 헤다야트 모흐베르 오드-돌레 (Ali-Qoli Khān Hedayāt Mokhber od-Dowleh) (1880–1896)
- 자파르-콜리 칸 헤이다트 나예르 올-몰크 (Jafar-Qoli Khān Hedāyat Nayyer ol-Molk)
- 모하마드-호세인 칸 아디브 오드-돌레 (Mohammad-Hossein Khān Adib od-Dowleh)
- 레자-콜리 칸 헤이다트 나예르 올-몰크 (Rezā-Qoli Khān Hedāyat Nayyer ol-Molk) (1896–1906)

## 인용
- Ringer, Monica (2013). 〈Dār al-Funūn (Iran)〉.   Fleet, Kate; Krämer, Gudrun; Matringe, Denis; Nawas, John; Rowson, Everett. 《Encyclopaedia of Islam》 3판. Brill Online. ISSN 1873-9830.